# قرطوب
قُرْطُوب (الاسم العلمي: Panaeolus)، جنس فطور من الغاريقونيات وهي أصنوفة غير محددة الفصيلة. وPanaeolus
كلمة يونانية تعني «مرقش» في إشارة الخياشيم المرقشة للفطر.